# フロリナ
フロリナ（ギリシャ語:Φλώρινα/Flórina、マケドニア語・ブルガリア語:Лерин/Lerin）は、ギリシャの西マケドニア地方のフロリナ県の県都である。また、正教会の府主教も置かれている。フロリナ市の標語は「ギリシャ人の起源の地」。町は木が生い茂った谷の間にあり、約13km北には北マケドニア共和国との国境がある。

## 村
フロリナ市は以下の村（集落）から構成されている。
- ニンフェオ (Νυμφαίο)
- ドロソピギ (Δροσοπηγή)
- アルメノホリ (Αρμενοχώρι)
- コリフィ (Κορυφή)
- メソニシ (Μεσονήσι)
- プロティ (Πρώτη)
- スコピア (Σκοπιά)
- トリヴノ (Τρίβουνο)  
  - カロゲニツァ地区 (Καλογερίτσα)
- クラテロ (Κρατερό)

## 地理

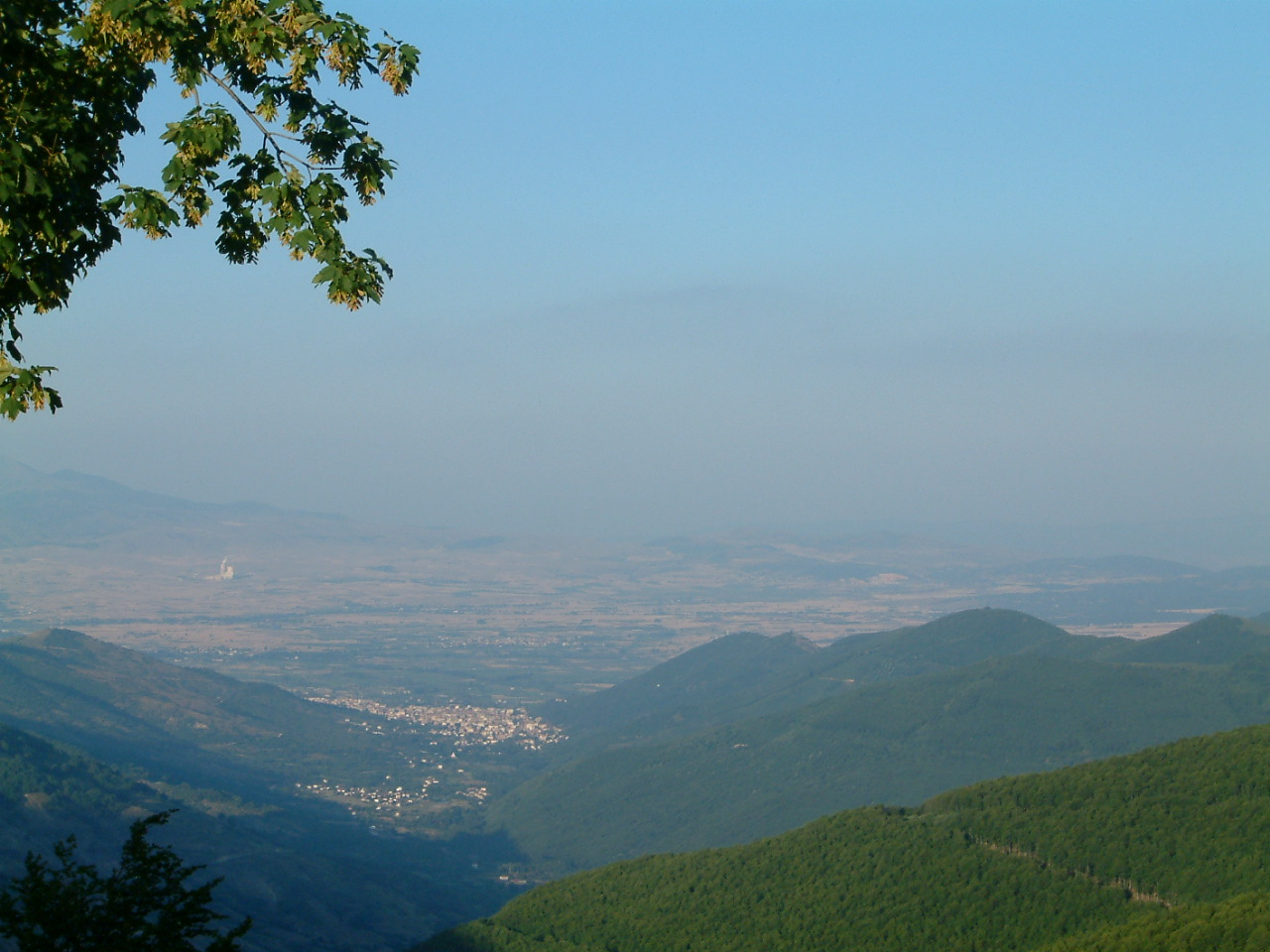
フロリナの遠景

フロリナは道路が近代化されるまでは、プレスパ湖への玄関口の町であった。フロリナは国境の町であり、アルバニアのコルチャやマケドニア共和国のビトラに地理的に近い。町はエデッサの西、コザニの北西、ヨアニナやカストリアの北東に位置する。町の東には空港があり、南西にはヴェルノ山脈が、北西にはヴァルヌス山脈が走っている。冬には豪雪地帯となる。
オスマン帝国時代の19世紀末に敷設された鉄道は、変わらずに使用されている。今日では鉄道によってテッサロニキやビトラ、コザニと結ばれている。テッサリア地方のカランパカとも結ばれる予定であったが、1930年代の経済危機により中止となった。
また、フロリナにはGR-2（プレスパ湖 - エデッサ）とGR-3（欧州自動車道路E65号線）（コザニ - フロリナ - ニキ - ビトラ）が走っている。古代のエグナティア街道はフロリナの町の東側を通っていた。

## 町の名称
フロリナの町のビザンツ帝国時代の名称であるフレリノン(Χλέρινον/Chlérinon)は、ギリシャ語の"χλωρός/chlōrós"（新鮮な、あるいは緑色の植物）に由来する。ビザンツ帝国時代末期になると、しばしばラテン語でフロリノン(Florinon)と表記されるようになった。これは、ラテン語の"flora"（植物）と関連付けられている。オスマン帝国時代初期にはフレリナ(Chlerina)とフロリナ(Florina)の両方が使用されたが、17世紀以降になると、しだいにフロリナ(Florina)の方が一般的となった。
別の説によると、現代のフロリナの名称は"χλωρός"のギリシャ語マケドニア方言の形である"φλωρός(florós)"から来ているとも言われている。
また、セルビア語でのこの町の名称のレリン(Лерин/Lerin)は、ビザンツ帝国時代のギリシャ語名のフレリノン(Χλέρινον/Chlérinon)から頭の"χ"が落ちたのだと言われている。

## 歴史
フロリナが初めて書物に現れるのは、1334年にセルビア王ステファン・ウロシュ4世ドゥシャンが、フレリノンの要塞の太守としてスフランツェス・パレオロゴスなる者を任命した時である。1385年にフロレノンの町はオスマン帝国に攻略された。その当時のフロリナは大きい町では全くなく、1481年には243戸が居住するのみであった。
19世紀から20世紀初めにかけての人口統計は、民族主義の風潮が影響していて、明確ではないが、フロリナの地域は宗教的に、ギリシャ正教会とブルガリア正教会との間で改宗のかけひきが行われた地域であった。マナストゥル州のフロリナ県の住民の宗教構成は、ギリシャ正教会が78.4%、マケドニア正教会が21.6%であった。しかし、1900年にはギリシャ正教会は50.9%に落ち込み、マケドニア正教会は49.1%となっている。実際この地域の住民がギリシャ語を話したのは、宗教や行政、社会、教育の場面においてであり、外から見るとギリシャ人に見えるような生活を営んでいたようである。
19世紀の末期にはスラヴ人を中心として、オスマン帝国から独立しようという風潮が高まった。1912年には第一次バルカン戦争により、フロリナはギリシャ領となった。その後、第一次世界大戦でフロリナはブルガリアに占領され、第二次世界大戦では枢軸国に支配されると、フロリナはスラヴ人分離主義者らの活動の中心となっていった。
ギリシャ内戦では、フロリナは共産主義軍の統治下となった。また、マケドニア人解放戦線(NOF)がフロリナで結成され、やがてNOFがギリシャ民主軍(DSE)に合併すると、多くのマケドニア人がDSEに参加した。1949年に内戦が終結すると、数千人の人々がユーゴスラヴィアや東側諸国に亡命した。

## 経済
フロリナの経済は、農業、林業、観光業、国境間の交易、穀物やブドウ、野菜などの生産によって成り立っている。また織物や皮革工芸なども有名である。1950年代から1960年代には、フロリナの住民は多くが、アテネやテッサロニキといった国内の都市だけでなく、アメリカ合衆国やカナダ、オーストリア、ドイツなどに移民した。ギリシャが欧州共同体（EC）に加盟して、経済が上向きになると、ドイツ移民の多くがギリシャに帰還した。

## 観光地
- フロリナ考古学博物館
- フロリナ・ビザンツ博物館
- フロリナ現代美術館

## マスメディア

### ラジオ
- ERAフロリナス
- カナリ3
- ラジオ・フロリナ
- e-radioヘラス
- ラジオ・レホヴォ97.1

## 著名な出身者
- アウグスティノス・カンティオテス (1907-、ギリシャ正教会フロリナ司教)
- ネジャティ・ジュマル （Necati Cumalı）(1921-2001、トルコの小説家・詩人)
- エルピダ・カラマンディ (1920-1942、アルーマニア人パルチザン)
- パヴロス・ヴォスコプロス (1964-、「虹の党（ギリシャにおける少数マケドニア人を代表する党）」党首)
- アンドレアス・ツィパス (1904-1956、ギリシャ内戦でのマケドニア人共産主義指導者)

## 人口推移
| 年   | 人口（人） | 増減        | 市人口（人） | 増減        | 人口密度  |
| ---- | ---------- | ----------- | ------------ | ----------- | --------- |
| 1981 | 12,573     | -           | -            | -           | -/km²     |
| 1991 | 12,355     | -218/-1.73% | 14,873       | -           | 98.76/km² |
| 2001 | -          | -           | 14,318       | -555/-3.73% | 95.07/km² |

## 参考
- "PDF (875 KB) 2001 Census" （ギリシア語） National Statistical Service of Greece (ΕΣΥΕ) (2007-10-30)
- "Basic Characteristics" （ギリシア語） Ministry of the Interior (2007-08-07)